# ノーザン・パシフィック鉄道
ノーザン・パシフィック鉄道（ノーザン・パシフィックてつどう、Northern Pacific Railway、略称NP）は、かつてアメリカ合衆国北部に存在した一級鉄道である。営業範囲は、アイダホ州、ミネソタ州、モンタナ州、ノースダコタ州、オレゴン州、ワシントン州、ウィスコンシン州に及ぶ。カナダのマニトバ州ウィニペグやブリティッシュコロンビア州南東部にも路線を延ばしていた。本社はミネソタ州ブレイナード、のちセントポール。他社との合併により、1970年にはバーリントン・ノーザン鉄道、1996年にはBNSF鉄道となり、現在に至っている。

## 歴史

### 設立と最初の路線
NPは、アメリカ北部を横断する最初の大陸横断鉄道として、1864年7月2日に建設許可が下りた。内容は、未開拓地4,700万エーカー（19万平方キロメートル）を鉄道用地として提供するというものであった。同年12月7日、ジョシア・パーラム（Josiah Perham。パーラムとはミネソタ州の地名である）が、初代社長に就任した。

### ジェイ・クックの登場
続く6年間、後援者たちは資金調達に難渋した。1866年1月5日にジョン・グレゴリー・スミス（John Gregory Smith）が二代目社長となり、1870年2月15日にミネソタ州ダルースの西方25マイル（40km）にあるトンプソン・ジャンクションでようやく起工した。1870年の夏、南北戦争の支援者であったジェイ・クック（Jay Cooke）がNPに興味を抱き、またダルースに愛着を持っていたこともあって、NPに出資し、そのことによりようやく会社としての勢いがついた。
1870年を通じてNPはミネソタから西へと路線を延ばし、当時のダコタ準州（今日のノースダコタ州）に到達した。また、コロンビア川河口に近い当時のワシントン準州（今日のワシントン州）カラマ付近からピュージェット湾(Puget Sound)へと北上するルートも建設を開始した。4つの小さな建設機械が導入され、ミネトンカ（Minnetonka）、イタスカ（Itaska）、オッターテール（Ottertail）、セントクラウド（St. Cloud）で使用された。それらは、喜望峰経由カラマまで船舶で輸送された。ミネソタ州では、レーク・スペリオル・アンド・ミシシッピ鉄道がセントポールからスペリオル湖岸のダルースまでの155マイル（249km）の路線の建設を1870年に終了していた。この路線はNPにリースされ、やがてNPに買い取られた。
1871年、NPはミネソタとノース・ダコタ州境のムーアヘッド（Moorhead）までの230マイル（370km）の路線を竣工し、東端部分の敷設を完了した。路線の西端は、カラマの北25マイル（40km）地点に到達していた。ウィンフィールド・スコット・ハンコック将軍（Winfield Scott Hancock）が守るノース・ダコタ州における測量も完了していた。本社と工場はミネソタ州ブレイナードに置かれた。
1872年、現ノースダコタ州を横切る164マイル（264km）の本線と、ワシントン州に45マイル（72km）の路線を建設した。11月1日、ジョージ・ワシントン・キャス将軍（George Washington Cass）が第三代社長に就任した。キャスはペンシルバニア鉄道（PRR）の副社長だった人物で、NPにとってもっとも困難な時期を経験することになる。
同年、NPはヨーロッパに事務所を設け、ネイティブ・アメリカンの土地であったノースダコタ地域への入植者を募った。その土地で測量や建設に従事する者たちは、時には現地で攻撃を受けたことから、ユリシーズ・グラント大統領に、軍による警護を要請した。1874年には現サウスダコタ州ブラックヒルズでゴールドラッシュが起き、それも原因として先住民と連邦政府とが対立を深めていった。
詳細はリトルビッグホーンの戦い（グリージーグラス川の戦い）参照

### 1873年恐慌と最初の倒産
1873年6月4日、東から建設されてきたレールがミズーリ川に到達した。7月14日には、ワシントン州タコマが西のターミナルと定められた。過去3年、ジェイ・クックは多大な資金をNP建設に投資していた。他の多くの大陸横断鉄道と同様、無人の荒野に路線を敷設することは莫大な資金が必要であった。さまざまな事情により、クックの投資会社は9月18日に閉鎖された。直後、1873年恐慌がアメリカを襲い、以後数年間、アメリカは景気後退の局面に入った。
NPは、その年の破産は免れた。それは、キャスにより緊縮財政がとられていたからであった。同年末までに、取締役のジョン・C・エインスワース（John C. Ainsworth）による土壇場の借金により、NPはカラマからタコマまでの110マイル（180km）の路線を完成することができた。12月16日、蒸気機関車が引く初めての列車がタコマに入った。しかしながら、翌1874年、NPは瀕死の状態になった。
1875年6月30日、NPは1回目の倒産に至る。キャスは管財人となるために社長を辞し、替わりにチャールズ・バーストー・ライト（Charles Barstow Wright）が第四代社長に就いた。フレデリック・ビリングス（Frederick H. Billings。モンタナ州ビリングスは彼の名にちなむ。後節参照）は会社再建策を策定した。同年、ジョージ・カスターは、ダコタ・テリトリー内のフォート・ライスを任され、鉄道の調査・測量作業員や建設作業員を保護した。

### フレデリック・ビリングスと最初の会社再建
1877年、路線建設は縮小された。NPは、タコマから南東方向、ワシントン州ピューヤラップとウィルケソンの炭坑に向けた支線を延長した。石炭はタコマからサンフランシスコへと積み出され、セントラル・パシフィック鉄道の蒸気機関車の燃料として使用された。
この小規模な路線建設は、しかし、1874年から1880年の間でもっとも大きな建設事業であった。同時期、NPはサウス・タコマに大きな工場を開設した。長年に渡り、ブレイナードとサウス・タコマの工場は重修理と鉄道に関するさまざまなものを製作した。
1879年5月24日、バーモント州の弁護士、フレデリック・ビリングスが社長に就任した。ビリングスの在任期間は短かったが、激しいものであった。企業としての再編成、債権売却、アメリカ経済の進歩等により、NPはミズーリ川の西側に100マイル（160km）の線路を敷き、あとはミズーリ川を渡るだけとなった。NPが得た新たな強さは、ある者には脅威とも映るものであった。

### ヘンリー・ビラード、ゴールド・クリーク、ゴールド・スパイク
ヘンリー・ビラード（Henry Villard）は、洗礼名をフェルディナンド・ハインリッヒ・ギュスターブ・ヒルガード（Ferdinand Heinrich Gustav Hilgard）といい、1835年にドイツのバイエルン州で生まれた。1853年に18歳でイリノイ州に入植し、高等教育を受けていたため、ジャーナリスト兼編集者となった。彼は1871年に故郷のドイツに帰り、そこで欧州におけるアメリカの鉄道への投機事業に出会う。
彼は1873年の恐慌後にアメリカに戻ったとき、そうした事業の代表者となる。1880年までの数年間、ビラードはオレゴン州の輸送機関の経営に介入する。ビラードの介入により、これらの路線はヨーロッパ人による持株会社、オレゴン・アンド・トランスコンチネンタル・カンパニー（Oregon and Transcontinental Company）となった。
同社が所有した路線のうち、もっとも重要だったものは、オレゴン・レールウェイ・アンド・ナビゲーション・カンパニー（Oregon Railway and Navigation Company、ORNC）である。オレゴン州ポートランドから、コロンビア川南岸を東に向かい、スネーク川との合流点付近のワルーラでユニオン・パシフィック鉄道のオレゴン支線に接続する路線を運営していた鉄道である。
彼が戻っていた10年間のうちに、ビラードは太平洋岸北西部における運輸業界のトップとなった。その唯一の競争相手は、勢力を拡大しつつあるNPであった。NPの路線網の完成は、同地方、とりわけポートランドにおけるビラードの資産や権益を脅かした。NPによって、ピュージェット湾の港町であるタコマやシアトルがアメリカ東部と鉄道で結ばれてしまえば、ポートランドは都市としての重要性が下がってしまうためである。
数年間に渡りオレゴン州の河川交通と鉄道輸送を独占していたビラードは、彼のヨーロッパのコネクションと、カンザス・パシフィック鉄道の経営権争奪においてジェイ・グールド（Jay Gould）を打ち負かしたという評判を利用し、800万ドルをかき集めた。ビラードに資金提供した者たちには、その資金が何に使用されるのかは明かされなかった。ビラードは、この「ブラインド・プール」という方法で資金を集め、その資金をNPの経営権奪取のために使用した。
こうした激しい攻防の末、ビラードは、ビリングスと彼の後援者たちを打ち負かし、ビリングスは6月9日に社長を辞した。アシュアベル・H・バーニー（Ashabel H. Barney）が6月19日から9月15日までの間、暫定的な管理者となり、最終的にはビラードが社長となった。
1882年、360マイル（580km）の幹線と368マイル（592km）の支線が完成。路線延長は、それぞれ合計1,347マイル（2,168km）と731マイル（1,176km）となった。同年10月10日、ミネソタ州ワデナ（Wadena）からファーガス・フォールズ（Fergus Falls）までの路線が開通。10月21日にはミズーリ川に100万ドルをかけた橋がかけられた。従前、フェリーによる渡河を余儀なくされていた部分で、冬期に川面が氷結した際のみ、鉄道がその上を走行していたところが、通年通行可能になったのである。
1881年、南北戦争の将軍にしてペンシルバニア鉄道のハーマン・ハウプト（Herman HaUPt）が、ノーザン・パシフィック相互扶助会（Northern Pacific Beneficial Association、NPBA）を設立した。NPBAは、健康保険維持機構（Health Maintenance Organization、HMO）の先駆者として4つの病院を設置。その位置は、ミネソタ州セントポール、モンタナ州グレンダイブ、同ミズーラ、ワシントン州タコマであり、被雇用者、退職者、その家族を対象としたものであった。
こうした動きのクライマックスは、1883年であった。1月15日、一番列車がボーズマン峠（Bozeman Pass）の東麓、モンタナ州リビングストンに到達。リビングストンは、ブレイナードとサウス・タコマのように鉄道関連の修繕工場として発展してきた町であるとともに、NPのシステムにおいて東西の分界点であった。
ビラードは、1883年にNPが完成するようにハードに進めていた。ビラードが社長の時代、平均すると日に1.5マイル（2.4km）ずつ路線の建設が進められ、9月に入ると完成に近づいた。その祝賀のために、ビラードは東部からモンタナ州中心部のゴールド・クリーク（Gold Creek (Montana)）に向けて4本の列車を走らせた。その招待客の中には、フレデリック・ビリングス、ユリシーズ・グラント、ビラードの岳父にして奴隷制度廃止運動家であるウィリアム・ロイド・ガリソンといった名前があった。9月8日、ゴールド・クリークにてゴールデン・スパイクが打ち込まれた。

### ピュージェット湾へのルート
しかしながら、ジェイ・クックのような莫大な資金を投入した路線建設が、ビラードを消耗した。ウォール街の弱含みの値動きが、路線完成後すぐに株式を直撃した。NPの長大な路線は、ビジネスにならないことが判明したのである。ビラード自身、完成後数日のうちに神経を消耗したと言われている。ビラードはNPの社長を辞し、1884年1月には療養のためにドイツに戻った。
そして、NPの経営は、再び鉄道のプロの手に戻った。シカゴ・バーリントン・アンド・クインシー鉄道(CB&Q)の社長であったロバート・ハリス（Robert Harris）がNPの社長となった。ビラード派がカムバックするまでの4年間、ハリスは財産の価値を向上させ、ORNCとのもつれた関係を整理した。

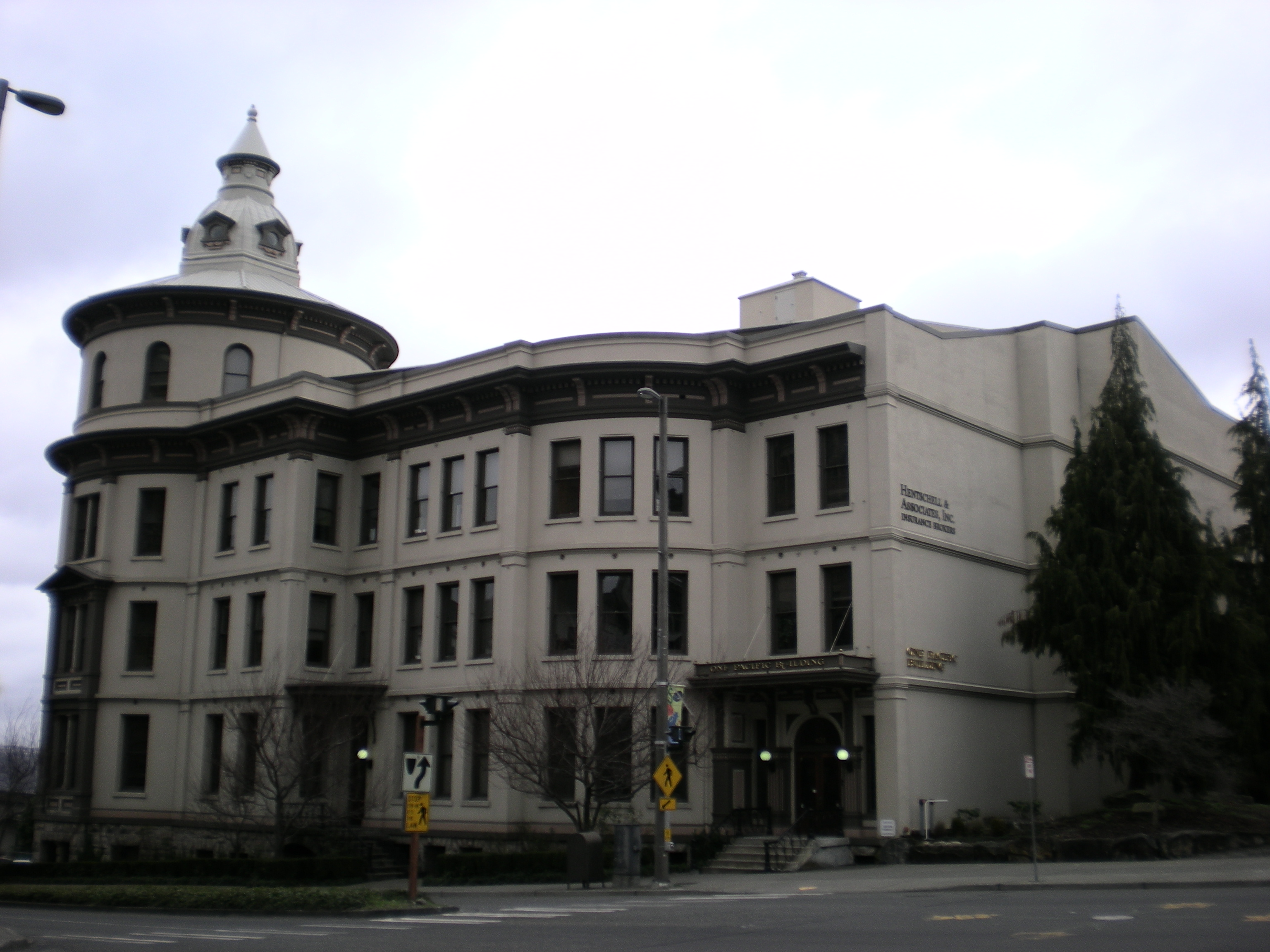
ワシントン州タコマにある、かつてのNPの本社ビル

1880年代中盤を通じて、NPはコロンビア川沿いの遠回りのルート（ポートランドを経由する、南に大きく迂回するルート）よりも、カスケード山脈を越えてピュージェット湾に直結することの検討を続けていた。
1870年代から断続的になされていたカスケード山脈の調査が、改めて開始された。ベテランの土木技術者であるバージル・ボーグ（Virgil Bogue）がカスケードの再調査のために送り込まれ、1881年3月19日にスタンピード峠（Stampede Pass）のルートを発見した。
1884年、ビラード体制となったのち、東はワルーラから、西はウイルケソンから、スタンピード峠に向けて建設が開始された。同年末までに、東はワシントン州ヤキマまで到達した。1886年には、残る区間は77マイル（124km）となった。
同1886年1月、ネルソン・ベネットはスタンピード峠直下に9,850フィート（3,000m）のトンネルを掘る契約を締結した。その契約では工事期間が短く設定され、もし超過した場合は大きなペナルティが課されることとなっていた。作業員がトンネル内で作業をしている間、峠越えのスイッチバックが建設された。膨大な数のティンバー・トレッスルや6％に近い勾配のために、当時世界最大の蒸気機関車であったMクラス（車軸配置2-10-0）の重連でさえ、牽引できる客車の数はわずか5両であった。1888年5月3日、トンネルは貫通。同27日、処女列車が峠を越えてピュージェット湾に下っていった。

### ビラードと1893年恐慌
こうした成功にもかかわらず、他の多くのアメリカの鉄道と同じく、NPはかろうじて生き延びている状態であった。1887年から1893年まで、ビラードは取締役に復帰していた。社長就任を要請されていたが、彼は拒否し、ビラードのカンザス・パシフィック鉄道時代の同僚である、トーマス・フレッチャー・オークス（Thomas Fletcher Oakes）が1888年9月20日に社長となった。
ビラード体制下で、NPは支線の拡大に力を注いだ。加えてジェームズ・ジェローム・ヒル（James Jerome Hill）率いるグレート・ノーザン鉄道（GN）との最初の競合関係に入った。GNは、NPがかつてそうだったように、双子都市ことミネソタ州ミネアポリス・セントポール都市圏からピュージェット湾を目指して西進した鉄道で、1893年には完成予定であった。
このGNとの競争のために、NPは採算にのるかどうかを問わず、勢力拡大のためだけに支線を建設したものもある。そうした経営判断ミス、少ない輸送量、そして1893年恐慌（Panic of 1893）が、NP、そしてビラードの財産の終焉の予兆を奏でていた。1893年10月20日、NPは二度目の倒産をする。オークスは管財人となり、ニューヨーク証券取引所の社長であったブライトン・C・イブス（Brayton C. Ives）が社長に就任した。

### モルガンの介入
続く3年間、ビラード・オークス派とイブス派は、NPの経営について反目し続けた。別々の三つの裁判所が倒産したNPの管轄権に名乗りをあげるまで、オークスは強制的に管財人とされていた。エドワード・ディーン・アダムス（Edward Dean Adams）が次期社長に任命された1896年、危機は頂点に達し、わずか2ヶ月足らずで社長はエドウィン・ウインター（Edwin Winter）に交代した。
結局、NPの混乱した経営体制は、ジョン・ピアポント・モルガンが引き継いだ。モルガンの再建手法はモルガニゼーションと呼ばれた。1893年恐慌では多数の鉄道がその道を通ったその手法は、NPにおいてはモルガンの副官であるチャールズ・ヘンリー・コスター（Charles Henry Coster）の手に委ねられた。新たな社長として、チャールズ・サンガー・メレン（Charles Sanger Mellen）が1897年9月1日に就任した。
1896年にNPが紛糾している間に、GNのジェームズ・ヒルはNPの株を買い集めたが、続く4年間、NPのコスターとメレンはNPの堅固な独立を維持し続けた。コスターは過労のために死期を早めたこと、1903年にメレンがモルガン傘下のニューヨーク・ニュー・ヘイブン・アンド・ハートフォード鉄道（NH）の社長に転任になったことから、NPにおいてはヒルの影響が強くなっていった。そして、ヒルはNPとGNの路線網を一元的に管理することに成功した。

### NPとUPによるCB&Q買収合戦の開始
1880年代後半、ビラード体制下において、また別の高コストの経営ミスがあった。それは、NPをミネアポリス・セントポール都市圏から、鉄道の要衝であるイリノイ州シカゴに延長することであった。その高コストのプロジェクトは、まだNPが到達していない地域でのユニオン・ステーション(共同使用駅)やターミナル施設の創設から始まった。
シカゴをダイレクトに目指す路線を建設するよりも、シカゴ・バーリントン・アンド・クインシー鉄道（CB&Q）がそうしたように、おそらくミシシッピ川に沿ってシカゴを目指そうとして、そのためにビラードはウィスコンシン・セントラル鉄道をリースした。ウィスコンシン・セントラル鉄道の後援者たちは長期間にわたりビラードとも親しかった。この高額なリース契約は、NPの二度目の倒産により、一方的に破棄された。
結局、NPはシカゴと直結することなく残された。前述のとおり、シカゴは他の大規模な鉄道会社との重要な結節点であった。幸運にも、NPは孤立したわけではなかった。1893年にミネアポリス・セントポール都市圏とピュージェット海峡とを結んでいた、ヒル率いるGNもまたシカゴに直結することができなかった。ヒルはミネアポリス・セントポール都市圏とシカゴとを結ぶ既存のルートを探した。同時期、NP・GNと競合するユニオン・パシフィック鉄道（UP）の社長であるエドワード・ヘンリー・ハリマン（Edward Henry Harriman）もUPとシカゴとを結ぶルートを探していた。両者が目をつけたのが、CB&Qであった。
最初にCB&QにアプローチしたのはNP（ヒル、モルガン）であった。それを知ったUP（ハリマン、ウイリアム・ロックフェラー（William Rockefeller））は、もしNPがシカゴと直結すれば、UPよりも短距離でピュージェット湾とシカゴを結ぶことになるという脅威を感じ、CB&Qの買収に関与させてもらうよう要請した。しかし、NP側に断られてしまう。このことから、ハリマンによるNP買収工作が始まる。

### ノーザン・パシフィック・コーナー
UPのハリマンはCB&Qのトップである「短気な」チャールズ・エリオット・パーキンス（Charles Elliott Perkins）と面会した。CB&Qの経営権は、パーキンスによれば1株200ドルで、ハリマンが支払う予定だった金額よりはるかに高額であった。しかし、NPのヒルはその額に同意し、CB&Qは48.5％ずつ、GNとNPに分割された。NPとGNは提携しているため、ヒル陣営にとってとくに問題はない。
これに対して、ハリマンは親会社であるNPごとCB&Qの経営権を得るという画策を開始した。その策略は、モルガンと敵対していた投資銀行であるクーン・ローブ商会（Kuhn, Loeb & Co.）と、その頭取にしてかつてモルガンの強い影響下にあった銀行家・ジェイコブ・シフ（Jacob Henry Schiff）ともに進められた。
ハリマンは密かに株を買い進めたため、4月から株価は急騰し、NPの重役までもが株を放出した。1901年5月、NP株がさらに急騰。これが1901年恐慌（Panic of 1901）につながってゆく。5月4日の土曜日、ハリマンはNP株の過半数にあと4千株、というところまでNP株を買い進めており、残る4千株をなんとしてでも買い進めるようにクーン・ローブ商会に命じたが、責任者にしてユダヤ教徒であるシフが寺院の礼拝に出席中であったために注文が実行されずにいた。
同日、NPのヒルがこの動きを察知し、イタリアにバケーションに出かけていたモルガンに対処を尋ねると、価格を問わず発行済み普通株の50%である37万5千株が確保できるよう15万株を買うようにと回答した。ハリマンは優先株をコントロールすることができたが、ヒルは会社の内規で普通株の株主たちが優先株の発行を拒否することができることを知っていた。
このハリマンとヒルの複雑な株の売り買いが株式市場に混乱を引き起こした。土曜、月曜、火曜でNPの株価は70ドルも上がり、水曜日の5月7日は大幅な売買の出来高をともない終値は143ドル。
この大相場は多くの投機筋を刺激し、近い将来の株価下落を見越しての証券会社や金融会社から株を借りての空売りを呼び込んでいた。株価の下落後に株を買い戻せば、その差額が利益となるためである。しかし、NP株は高騰し続けた。それもそのはずでヒルは5月6日の火曜日には調達予定の15万株を市場から買い付けており、一方でハリマンのほうもすでに普通株の49.3％（37万230株）を現物保有していたため、残りは4千株ほどしか存在しておらず、火曜日までヒルが買い入れた15万株さえ受渡し決済されるかどうかあやしい状態だったのである。市場はハリマンとヒルがNP普通株をめぐってこのような買収合戦をおこなっているとは知らなかったため、大量に空売りがおこなわれてしまっていた。空売りをしてしまった投資家は清算するために市場でより高値で決済せざるをえず、そのための現物株の売り手はもはや存在しなかった。新たにNP株を売ってくれるのは新たな空売りの売り手だけである。株を借りて空売りをした投機家はその損失を精算せねばならず、その代金を調達するために他社の株の売却をはじめた。
木曜日の5月8日にはとうとうNP株は1000ドルを超えた。ノーザンパシフィックの時価総額は普通株だけで7億5千万ドル、さらにこれと同額の優先株が存在しており、これは当時のアメリカの国家予算5億8千万ドルに匹敵ないしは3倍する額であり、また日本の国家予算約1億2千万ドルの6ないし12倍というとてつもない額となった。この清算のためにニューヨーク証券取引所は開設以来の最大の暴落に見舞われた。それにつられてNP株がついに下落した。
結果としてこの混乱は解け合いによる強制決済となり、モルガンのパートナーであるジョージ・パーキンズと、もう一方の当事者であるシフとハリマンとがともに動き、空売り側が1株150ドルで買い戻すことを許可することで収束に向かった。
これを1901年恐慌という。また、これらの一連の動きをさして、ノーザン・パシフィック・コーナー（ノーザン・パシフィック鉄道株買い占め事件）という。
結果としてヒルとモルガン側が勝利を収めはしたが、ニューヨーク市場の株価大暴落により一時的にではあれ大打撃をうけることになった。翌年、NP、GN、CB&Qの持株会社ノーザン・セキュリティーズ・カンパニー（Northern Securities Company）を設立した。ここではもはやモルガンとクーンローブは対決することはなく、ハリマンやロックフェラーも参加した。しかし、1904年、反トラスト法のひとつ、シャーマン法に抵触するという理由で解体された。
'Northern Securities Co. v. United Statesを参照'

### ヒルからハワード・エリオットへ
1903年、ヒルはモルガン商会のもとに入った。10月23日、CB&Qのハワード・エリオットがNPの社長となった。ハワードは、前述した「短気な」チャールズ・エリオット・パーキンスの親戚で、またCB&Qの支援者、ジョン・マレイ・フォーブス（John Murray Forbes）の遠戚でもあった。ハワードは中西部の鉄道現場で20年を過ごしてきた。そこは、リベート、カルテルが横行し、規模の拡大、金利戦争などにおいて破滅的な競争状態にあった。同じ目的地にいくつかの鉄道が向かうことの結果を見てきたハワードはヒルの「同業者の共同体」という哲学に同調した。その哲学とは、鉄道会社はゆるやかな提携と結託を持ち、同一ルートの建設や金利競争を避けることにより、財政の弱体化、ひいては破産・再建となるのを避けなければならないというものであった。エリオットはヒルの支配下にあるGN、ハリマンの支配下にあるUPと協調関係に努めた。1907年から1909年の間、最後の北部の大陸横断鉄道、シカゴ・ミルウォーキー・セントポール・アンド・パシフィック鉄道（ミルウォーキー鉄道、MILW）とも同様であった。

### 20世紀以降
20世紀NPは記録的な進歩を遂げた。GNとともにCB&Qの経営を握ったことで、輸送上重要な地点である中西部の中心地・シカゴ、テキサス州にアクセスできるようになった。1905年にはGNとともにコロンビア川北岸を通るスポケーン・ポートランド・アンド・シアトル鉄道（SP&S）を建設し、ワシントン州東部や南部へと通じた。NPの設備は継続的に更新され、重要地点では複線化もなされた。自動閉塞信号も幹線の全線で整備された。これは、のちの列車集中制御装置、マイクロ波による無線通信につながった。
NPは、蒸気機関車に4-8-4（2D2）の車軸配置を初めて採用し、以後、この車軸配置をノーザン型というようになった。同様に、2-8-8-4（1DD2）のイエローストーン型も、NPが初めて採用したものである。また、最初にディーゼル機関車を使用した鉄道会社のひとつであり、1944年にはGM-EMDのFT型が使用された。
NPの優等列車としては、ノースコーストリミテッドが70年間で1名の死亡事故のみという安全性および質の高さで知られている。

### 4社の合併、バーリントン・ノーザン鉄道の誕生
1970年3月2日、NP、CB&Q、GN、SP&Sが合併してバーリントン・ノーザン鉄道（BN）となった。1904年、持株会社の統合が反トラスト法の観点から禁止され、それ以前には1896年に、以後は1927年と1955年にも合併の話が出てその都度指導が入ったが、今回は鉄道会社同士の合併が認定された。それだけ、株式市場や世間に与える鉄道の影響力が相対的に低下したことの証左であろう。のち、1996年にはアッチソン・トピカ・アンド・サンタフェ鉄道（ATSF）と合併し、BNSF鉄道となり、現在に至っている。

## 営業区域
1949年、セントポールにあったNP本社は、6,889マイル（11,087km）の線路網を運営していた。うち、幹線は2,831マイル（4,556km）、支線は4,057マイル（6,529km）であり、7つの区域に分けられていた。

### スペリオル湖
本部はミネソタ州ダルース。幹線はダルース〜ウィスコンシン州アッシュランド
、ダルース〜ミネソタ州ステープルス、ダルース〜ミネソタ州ホワイト・ベア・レーク、計356マイル。支線は274マイル。合計631マイル（四捨五入のため数字に整合性を欠く。以下同）

### セントポール
本部はミネソタ州ミネアポリス。幹線はセントポール〜ステープルス、セントポール〜ホワイト・ベア・レーク、ステープル〜ミネソタ州ディルワース、計310マイル。支線は599マイル。合計909マイル。

### ファーゴ
本部はノースダコタ州ファーゴ。幹線はディルワース〜ノースダコタ州マンダンの216マイル。支線は951マイル。合計1167マイル。

### イエローストーン
本部はモンタナ州グレンダイブ。幹線はマンダン〜モンタナ州ビリングス、ビリングス〜モンタナ州リビングストンの計546マイル。支線は328マイル。合計875マイル。

### ロッキー山脈
本部はモンタナ州ミズーラ。幹線はリビングストン〜モンタナ州ヘレナ〜ムラン峠〜モンタナ州パラダイス、モンタナ州ロガン〜モンタナ州ビュート〜ホームステーク峠〜モンタナ州ガリソンの計563マイル。支線は330マイル。合計892マイル。リビングストンの修理工場がある。

### アイダホ
本部はワシントン州スポケーン。幹線はパラダイス〜ワシントン州パスコ〜ワシントン州ヤキマの466マイル。支線は657マイル。合計1123マイル。

### タコマ
本部はワシントン州タコマ。幹線はヤキマ〜ワシントン州オーバーン、シアトル〜ワシントン州スーマス（カナダのブリティッシュ・コロンビア州との国境）、シアトル〜パスコ〜オレゴン州ポートランドの計373マイル。支線は661マイル。合計1034マイル。サウス・タコマの修理工場がある。

## 旅客列車
NPの旅客列車として有名なのが、シカゴとシアトルの間を結んだノースコーストリミテッドである。途中、モンタナ州ビュートとホームステーク峠を経由した。1900年4月29日から運行を開始し、NPがBNとなった後まで存在。アムトラックの発足にあたり、1971年4月30日に廃止となった。シカゴ・ユニオン駅 (Union Station (Chicago)) からセントポールまでの区間は、ミシシッピ川沿いの幹線をCB&Qが運行した。ノースコーストリミテッドはNPの旗艦列車であり、そのルートはルイス・クラーク探検隊のたどったルートでもあった。
NPの第二の大陸横断列車はアラスカ（Alaskan）であった。1952年11月16日にヘレナ、ムーラン峠経由のメインストリーター（Mainstreeter）に置き換えられた。この列車はアムトラックとなっても運行されているが、1970年4月12日発で最後となったブラック・ホーク亡き後は旧CB&Qのルートを走るシアトル〜セントポール間の列車となっている。
NPはまたコースト・プール・トレインにも参加した。これは、ポートランド〜シアトル間をGN、UPと共同運行するものであり、NPとGNのコースト・プール・トレインはアムトラック移行の際に運行を終了した。
以下は、BNに統合される以前に運行終了していた列車である。
- セントポール〜ミネソタ州インターナショナルフォールズ
- セントポール〜ダルース（一時的にGN、スー・ライン鉄道と共同運行）
- ダルース〜ステープルス
- セントポール〜ノースダコタ州ジェームズタウン
- ファーゴ〜カナダマニトバ州ウィニペグ

## 歴代の社長
- ジョシア・パーラム（Josiah Perham）, 1864-1866.
- ジョン・グレゴリー・スミス（John Gregory Smith）, 1866-1872.
- ジョージ・ワシントン・キャス（George Washington Cass）, 1872-1875.
- チャールズ・バーストー・ライト（Charles Barstow Wright）, 1875-1879.
- フレデリック・ビリングス（Frederick Billings）, 1879-1881.
- ヘンリー・ビラード（Henry Villard）, 1881-1884.
- ロバート・ハリス（Robert Harris）, 1884-1888.
- トーマス・フレッチャー・オークス（Thomas Fletcher Oakes）, 1888-1893.
- ブライトン・Ｃ・イブス（Brayton C. Ives）, 1893-1896.
- エドワード・ディーン・アダムス（Edward Dean Adams）, 1896.
- エドウィン・ウインター（Edwin Winter）, 1896.
- チャールズ・サンガー・メレン（Charles Sanger Mellen）, 1897-1903.
- ハワード・エリオット（Howard Elliott）, 1903-1913.
- ジュール・ムラ・ハナフォード（Jule Murat Hannaford）, 1913-1920.
- チャールズ・ドネリー（Charles Donnelly）, 1920-1939.
- チャールズ・ユージーン・デネイ（Charles Eugene Denney）, 1939-1950.
- ロバート・ステットソン・マクファーレン（Robert Stetson Macfarlane）, 1951-1966.
- ルイス・ウィルソン・メンク（Louis W. Menk）, 1966-1970.